# Andromma albinovani
Espèce
Andromma albinovani est une espèce d'araignées aranéomorphes de la famille des Liocranidae.

## Distribution
Cette espèce est endémique de la région de la Marahoué en Côte d'Ivoire,. Elle se rencontre vers Bouaflé.

## Description
Le mâle holotype mesure 2,84 mm et la femelle paratype 2,70 mm.

## Systématique et taxinomie
Cette espèce a été décrite par Bosselaers et Jocqué en 2022.

## Étymologie
Cette espèce est nommée en l'honneur de Benoît Albinovanus.

## Publication originale
- Bosselaers & Jocqué, 2022 : « Studies in the Liocranidae (Araneae): revision of Andromma Simon, 1893. » European Journal of Taxonomy, vol. 850, p. 1-78 (texte intégral).